# Kinofilm Lwów
Kinofilm Lwów (Kinofilm Lwów) – polska wytwórnia filmowa, działająca przed II wojną światową.

## Filmy Kinofilm Lwów
- 1935 - Manewry miłosne
- 1935 - Antek policmajster
- 1921 - Przez piekło
- 1919 - Lokaj
- 1919 - Blanc et noir
- 1912 - Pomszczona krzywda
- 1912 - Miłosne przygody panów Z. i J., znanych osobistości w D.